# Erica plumosa
Erica plumosa är en ljungväxtart som beskrevs av Carl Peter Thunberg. Erica plumosa ingår i släktet klockljungssläktet, och familjen ljungväxter. Inga underarter finns listade i Catalogue of Life.